# Robert Notz
Robert Notz OCist (latinisiert: Robertus Notzius, auch: Robertus Notarius, * um 1600 in Lützel; † 4. Juni 1663 in Wiener Neustadt) war ein österreichischer Zisterzienser und von 1649 bis 1663 27. Abt von Stift Neukloster in Wiener Neustadt.

## Leben und Wirken
Robert Notz legte im Kloster Lützel im Elsass seine Profess ab. Als sein Heimatkloster während des Dreißigjährigen Kriegs verlassen wurde, berief ihn Kaiser Ferdinand II. 1631 als Abt des nach dem Restitutionsedikt von 1629 wiederhergestellten Klosters Michaelstein in Blankenburg (Harz), von wo er nach dessen erneuter Auflösung 1640 in das westungarische Leithaprodersdorf flüchtete. Von 1643 bis 1649 wirkte er als Stadtpfarrer in Eisenstadt, wo er sich 1645 erfolglos um die Neugründung eines Zisterzienserklosters bemühte.
Nach Ende des Dreißigjährigen Kriegs wurde Robert Notz am 9. September 1649 zum Abt von Stift Neukloster in Wiener Neustadt gewählt. Unter seinem bis 1663 reichenden Abbatiat erfolgten der Wiederaufbau des 1649 von einem Brand betroffenen Klosters und der Kirche sowie der Ankauf des Landgutes Strelzhof bei Muthmannsdorf.